# Wind Point
Wind Point – wieś w Stanach Zjednoczonych, w stanie Wisconsin, w hrabstwie Racine.